# Lucille Roybal-Allard
Lucille Elsa Roybal-Allard (Los Angeles, 12 giugno 1941) è una politica statunitense, membro della Camera dei Rappresentanti per lo stato della California dal 1993 al 2023.
Dal 1993 ha sempre vinto la rielezione.
Ha scelto di non ricandidarsi per il 118º Congresso.